# بیت‌نت
بیت نت نام شبکه‌ای رایانه‌ای بود که با مشارکت دانشگاه‌های ایالات متحده در سال ۱۹۸۱ ایجاد شد. این شبکه بر اساس ارتباطات مبتنی بر شماره‌گیری کار می‌کرد و مهم‌ترین تفاوت آن با اینترنت در آن بود که از اتصالات نقطه به نقطه استفاده می‌کرد.
پس از ایجاد و گسترش اینترنت، بیت‌نت کاربری خود را از دست داد و از سال ۱۹۹۶ پشتیبانی از آن پایان یافت.